# Antonina do Norte
Antonina do Norte là một đô thị thuộc bang Ceará, Brasil. Đô thị này có diện tích 260,101 km², dân số năm 2007 là 6761 người, mật độ 25,99 người/km².